# أنوباما شوبرا
أنوباما شوبرا (بالهندية: अनुपमा चोपड़ा؛ بالإنجليزية: Anupama Chopra) هي مؤلفة وصحفية وكاتِبة وناقدة سينمائية ومخرجة هندية، ولدت في 23 فبراير 1967 في كلكتا في الهند.

## وصلات خارجية
- أنوباما شوبرا على موقع روتن توميتوز (الإنجليزية)